# Pedro de Zubiaur
Pedro de Zubiaur (Cenarruza-Puebla de Bolívar, 1540 – Dover, 1605) è stato un militare e ammiraglio spagnolo.
Cominciò la sua attività come marinaio nel 1568. Combatté sotto il re Filippo II nella Guerra anglo-spagnola (1585-1604) nella quale ottenne vittorie schiaccianti contro gli inglesi. Compare anche in alcuni testi col nome Zubiaurre o Çubiaurre.

## Biografia
Figlio di Martín di Zenarruzabeitia, signore di Zubiaur, e di Teresa di Ibarguren, discende da una famiglia legata al mare. Cominciò le sue avventure in mare all'età di 28 anni, essendo stato fatto prigioniero poco dopo dagli inglesi. Comprò la sua libertà e lavorò agli ordini del Duca di Alba a Flandes. Dopo molteplici sconfitte su svariati fronti e la distruzione del vascello nel quale aveva investito la sua fortuna, conquistò lo strategico porto di Flessinga (Olanda).
Fatto prigioniero varie altre volte e poi liberato, rimpiangeva aspramente l'aver dedicato tempo e grandi somme di denaro a una causa dalla quale non si sentiva ricompensato, percependo le opportunità avute per terminare le guerre europee, delle quali non si sarebbe approfittato a causa degli ordini.
Filippo II gli conferì il titolo di capo di una squadra di filibotes, imbarcazioni di trasporto e scorta delle quali si avvalse per respingere, nonostante la netta inferiorità, varie offensive, essendo noto per le sue azioni tanto eroiche quanto disperate.
Nel 1597 venne nominato “Capitano Generale di una squadra di navi dell'Armada”, mantenendo cattive relazioni con l'ammiraglio generale Diego Brochero, il quale gli arrecò diversi problemi. Quello stesso anno partecipò alla vittoria nella Campagna inglese delle Azzorre.
Sconfisse tifo e polmonite e prese parte a operazioni a Gibilterra e alla battaglia di Kinsale, dopo la quale venne incarcerato per un breve periodo in seguito a un'inchiesta per verificare le responsabilità, e Brochero venne promosso. Successivamente, nel 1605 venne assolto semplicemente cancellando una delle quattro accuse delle quali era stato imputato.
In seguito, partecipò alla realizzazione di opere idrauliche a Valladolid pagandole di tasca sua, per quanto una terza parte della spesa sarebbe stata poi risarcita dal re alla sua vedova come ringraziamento.
Dopo la guerra, nel 1605, fu messo a capo di 18 navi accusate di trasportare truppe a Dunkerque, ma nel tragitto si imbatterono in una flotta olandese di 80 navi sotto il comando dell'ammiraglio Hatwain. Zubiaur fu ferito gravemente nella battaglia successiva. Dopo aver perso due navi e 400 uomini, riuscì a trovare rifugio a Dover, sotto la protezione dell'artiglieria inglese (ora alleata della Spagna). Le sue ferite, tuttavia, furono così gravi che morì pochi giorni dopo. Il suo corpo venne trasportato a Bilbao per il suo funerale.
Nel suo testamento lasciò la sua fortuna di 20 000 ducati (sebbene aggiungendo i 5000 ducati addebitati sul suo stipendio, 140 000 come indennizzo per le navi di sua proprietà perse al servizio del Re, più quello speso nel progetto di Valladolid) alla sua giovane moglie, María Ruiz di Zurco, e ai suoi figli, includendo tra questi quelli che aveva avuto prima del matrimonio. Dispose inoltre,che il suo corpo fosse condotto e seppellito a Bilbao.
Il suo maggior biografo fu il Conte di Polentinos, che pubblicò un articolo nella sua opera Euskalerriaren alde del 1916. L'Archivio generale di Simancas custodisce la corrispondenza di Zubiaur.